# Tama Fasavalu
Tama Fasavalu ist ein ehemaliger samoanischer Fußballspieler.

## Karriere
Fasavalu spielte in den Jahren 2002 und 2003 für den erstklassigen Kiwi FC, 2004 für den Ligakonkurrenten Tuanaimato Breeze. Anschließend wechselte der Samoaner zum neuseeländischen Zweitligisten Central United, dem er vier Saisons lang angehörte. Am 25. April 2012 schlug Fasavalu während eines Zweitligaspiels seines Vereins Manukau City dem Schiedsrichter so gegen den Kiefer, der dadurch dreifach gebrochen wurde und einer Operation bedurfte. Der Samoaner musste eine Strafe in Höhe von 1000 NZ$ zahlen und wurde lebenslang gesperrt. Außerdem musste sich Fasavalu vor dem Manukau District Court wegen vorsätzlicher Körperverletzung verantworten. Dort wurde er im November 2012 nach Restorative Justice zu einer Entschädigungszahlung von 2000 NZ$ verurteilt.
Im Mai 2004 kam Fasavalu in drei Qualifikationsspielen zur Weltmeisterschaft 2006 für die samoanische Nationalmannschaft zum Einsatz und erzielte zwei Treffer beim 4:0-Erfolg über Amerikanisch-Samoa. Bereits im März 2002 hatte er mindestens ein Spiel für die Nationalmannschaft bestritten und ein Tor erzielt.